# Chalcopsitta
Chalcopsitta este un gen de papagal din familia Psittaculidae și subfamilia Loriinae. Toate cele trei specii sunt originare din Noua Guinee și din insulele din largul coastelor vestice. Numele Chalcopsitta este derivat din grecescul khalkos care înseamnă „bronz” și psitta care înseamnă „papagal”.

## Taxonomie
Genul Chalcopsitta a fost introdus în 1850 de către naturalistul francez Charles Lucien Bonaparte. Numele combină greaca veche khalkos care înseamnă „bronz” cu latina modernă psitta care înseamnă „papagal”. Specia tip a fost desemnată de către George Robert Gray în 1855 ca lori negru.
Genul conține trei specii:
- Chalcopsitta atra (Scopoli, 1786) – lori negru
- Chalcopsitta duivenbodei (Dubois, 1884) – lori brun
- Chalcopsitta scintillata (Temminck, 1835) – lori cu striații galbene